# Michinori Ishibashi
Michinori Ishibashi (jap. 石橋道紀 Ishibashi Michinori; * 1. Januar 1952) ist ein ehemaliger japanischer Judoka. Er gewann bei den Weltmeisterschaften 1975 eine Silbermedaille.

## Sportliche Karriere
Michinori Ishibashi gewann bei den japanischen Meisterschaften 1975 den Titel im Halbschwergewicht mit einem Finalsieg über Hisakazu Iwata.
Bei den Weltmeisterschaften 1975 in Wien bezwang er im Viertelfinale den Briten Peter Donnelly und im Halbfinale Ramas Charschiladse aus der Sowjetunion. Im Finale unterlag Ishibashi dem Franzosen Jean-Luc Rougé.
1978 gewann Ishibashi in der offenen Klasse den Titel bei den Meisterschaften der Vereinigten Staaten.